# Баиха (Белопольский район)
Баиха (укр. Баїха) — село,
Речковский сельский совет,
Белопольский район,
Сумская область,
Украина.
Код КОАТУУ — 5920687002. Население по переписи 2001 года составляет 18 человек .

## Географическое положение
Село Баиха находится на левом берегу ручья Крыга, который через 4 км впадает в реку Крыга,
ниже по течению на расстоянии в 1 км расположено село Речки.